# TUE Elettrotreno ETR 200 (Metrostar)
O TUE Elettrotreno ETR 200 (Metrostar) é um trem unidade elétrico pertencente à frota do Metrô de Fortaleza, fabricado pela italiana AnsaldoBreda nos anos de 2010 e 2013. Cada composição é constituída de 3 carros com salão contínuo, formando um único salão.

## História
O comboio foi projetado e desenvolvido em conjunto pela AnsaldoBreda e pela Firema, para renovar o material rodante da rede de bitola métrica e melhorar a oferta de transporte metropolitano e suburbano na ferrovia Circumvesuviana, em Nápoles. O fornecimento dos 26 TUEs começou no final de 2008 com a entrega da primeira unidade. Os trens foram chamados "Metrostar". Em 2016, a AnsaldoBreda foi vendida para o grupo Hitachi e passou a chamar-se Hitachi Rail Italy, que manteve o Elettrotreno ETR 200 em linha.

### Brasil
Para a Linha Sul do Metrô de Fortaleza, foram adquiridos 20 TUE’s de 3 carros cada, pelo Governo do Estado do Ceará. Os veículos deste sistema possuem uma velocidade comercial de 70 km/h e uma velocidade máxima de 80 km/h. A bitola é de 1000 milímetros e a alimentação dos trens é feita por catenárias utilizando uma tensão de 3000 VCC. As composições começaram a circular em testes em 2010. Sua operação teve inicio em Junho de 2012, juntamente com o inicio das operações da Linha Sul. 

## Características
Cada TUE é composto de três caixas inseparáveis, articulados com o sistema de sanfona. A estrutura é em liga leve com tecnologia avançada de grandes perfis de alumínio extrudado. Cada trole de motor é equipado com 2 motores de tração trifásicos, portanto, cada trem tem um total de 6 motores. O circuito de controle de potência é um inversor trifásico com inversor IGBT. O equipamento elétrico é montado na parte inferior da carroceria, enquanto os reostatos de frenagem e o ar condicionado estão na cabine.
A suspensão primária é feita de borracha, enquanto a suspensão secundária é pneumática e autonivelante. O sistema de frenagem é um tipo combinado de recuperação elétrica, de dissipação  de energia, e um disco de frenagem em todas as rodas.
O ETR 200 estão equipados com sistema automático de sinalização (ATP). Cada trem pode ser acoplado com acopladores automáticos e controlados remotamente até três unidades, com um total de 1350 lugares oferecidos. As três unidades que compõem o trem estão equipadas com um único sistema de ar condicionado para compensar eventuais falhas. Os assentos são de módulo 2 + 1, acolchoados, estofados e suspensos lateralmente para facilitar a limpeza do piso.
Uma área especifica, perto do intercomunicador, permite a acomodação de uma cadeira de rodas para pessoas com deficiência; no lado oposto há um espaço para o estacionamento de bicicletas. A segurança do passageiro é feita por sistemas de monitoramento com câmeras de gravação automática e sistemas de intercomunicação de emergência nas laterais de cada uma das seis portas de acesso.